# Anna Neville
Anna Neville (Warwick, 11 giugno 1456 – Westminster, 16 marzo 1485) fu principessa di Galles e regina consorte d'Inghilterra.

## Biografia

### Primi anni
Era la figlia minore di Richard Neville e Anne de Beauchamp, XVI contessa di Warwick.
Nacque nel Castello di Warwick e trascorse gran parte dell'infanzia nel castello di Middleham, di proprietà della sua famiglia. Ivi lei e sua sorella Isabella ebbero modo di conoscere e giocare spesso con Giorgio e Riccardo, i figli minori di Riccardo Plantageneto, III duca di York, loro futuri mariti.

### Primo matrimonio
Fin da giovanissima Anna venne probabilmente promessa in sposa dal padre a Riccardo, il più giovane fratello di Edoardo IV d'Inghilterra e futuro re inglese, che dopo l'incoronazione del fratello Edoardo nel 1461 e fino almeno alla primavera del 1465 era stato mandato a completare il suo addestramento da cavaliere presso il castello dei Neville a Middleham dove lei stessa risiedeva con la madre e la sorella Isabella. Tuttavia il padre di Anna, insoddisfatto per le ricompense che aveva ricevuto dopo l'aiuto offerto ad Edoardo per metterlo sul trono, rispetto ai maggiori onori profusi alla famiglia Woodville, successivamente cambiò schieramento e, dopo essersi rifugiato in Francia con tutta la famiglia, nel luglio del 1470 si alleò con Margherita d'Angiò, regina consorte del deposto re Enrico VI d'Inghilterra.
Margherita nutriva però sospetti rispetto alle motivazioni che avevano spinto Warwick a cambiare alleanza, in particolare perché la sorella di Anna, Isabella, il 12 luglio 1469 era stata sposata all'altro fratello del re in carica, George, Duca di Clarence.
Come parte dell'accordo formale, Anna venne quindi formalmente fidanzata con il figlio della regina Margherita, Edoardo di Lancaster che sposò nella Cattedrale di Angers probabilmente il 13 dicembre 1470.
Il conte di Warwick, che era stato mandato da Margherita in Inghilterra per rimettere re Enrico sul trono, riuscì in questo compito ma fu infine sconfitto e ucciso in battaglia pochi mesi dopo alla battaglia di Barnet, vicino a Londra, il 16 aprile 1471. Anna, sbarcata proprio quel giorno in Inghilterra con il marito e la suocera, si ritrovò orfana di padre mentre la madre Anna Beauchamp, la cui nave a causa del maltempo era attraccata più lontano, alla notizia della morte del marito si rifugiò nell'abbazia di Beaulieu, abbandonando la figlia Anna in balia del giovane marito e della suocera. Successivamente l'ex contessa si appellò al re, il quale rifiutò di perorare la sua causa, e anche ad Elisabetta Woodville e molti altri senza ottenere alcun risultato.

### Prigionia
Con la morte di Edoardo di Lancaster nella battaglia di Tewkesbury, avvenuta il 4 maggio 1471, Anna fu fatta prigioniera insieme alla regina Margherita. Appena quindicenne, orfana e vedova, fu portata prima a Coventry e poi presso la dimora del cognato, il duca di Clarence, a Londra, dove divenne oggetto di una disputa tra Clarence e suo fratello Riccardo, che voleva ancora sposare Anna e fin dall'estate di quell'anno aveva ottenuto il debito consenso da parte del re. Dal momento che lei e sua sorella Isabella erano coeredi delle vaste proprietà del padre Neville e della madre Beauchamp, Clarence aspirava ad avere tutte per sé l'eredità della moglie senza spartirla con la cognata, che lui teneva quasi prigioniera in casa.
Esistono varie versioni di ciò che accadde successivamente, tra cui la storia che Clarence nascose Anna in una taverna di Londra travestita da sguattera delle cucine per tenerla lontano dal fratello. Il principe Riccardo duca di Gloucester, la rintracciò e la scortò fino alla chiesa di San Martino le Grand dove ottenne asilo. Per ottenere l'assenso finale del fratello Giorgio al suo matrimonio con Anna, Riccardo rinunciò alla maggior parte delle terre e delle proprietà del defunto conte di Warwick, inclusi i titoli di conte di Warwick (che il Kingmaker aveva ottenuto dall'eredità della moglie Anna Beauchamp) e conte di Salisbury e lasciò a Clarence l'incarico di Gran Ciambellano d'Inghilterra.

### Secondo matrimonio e figli

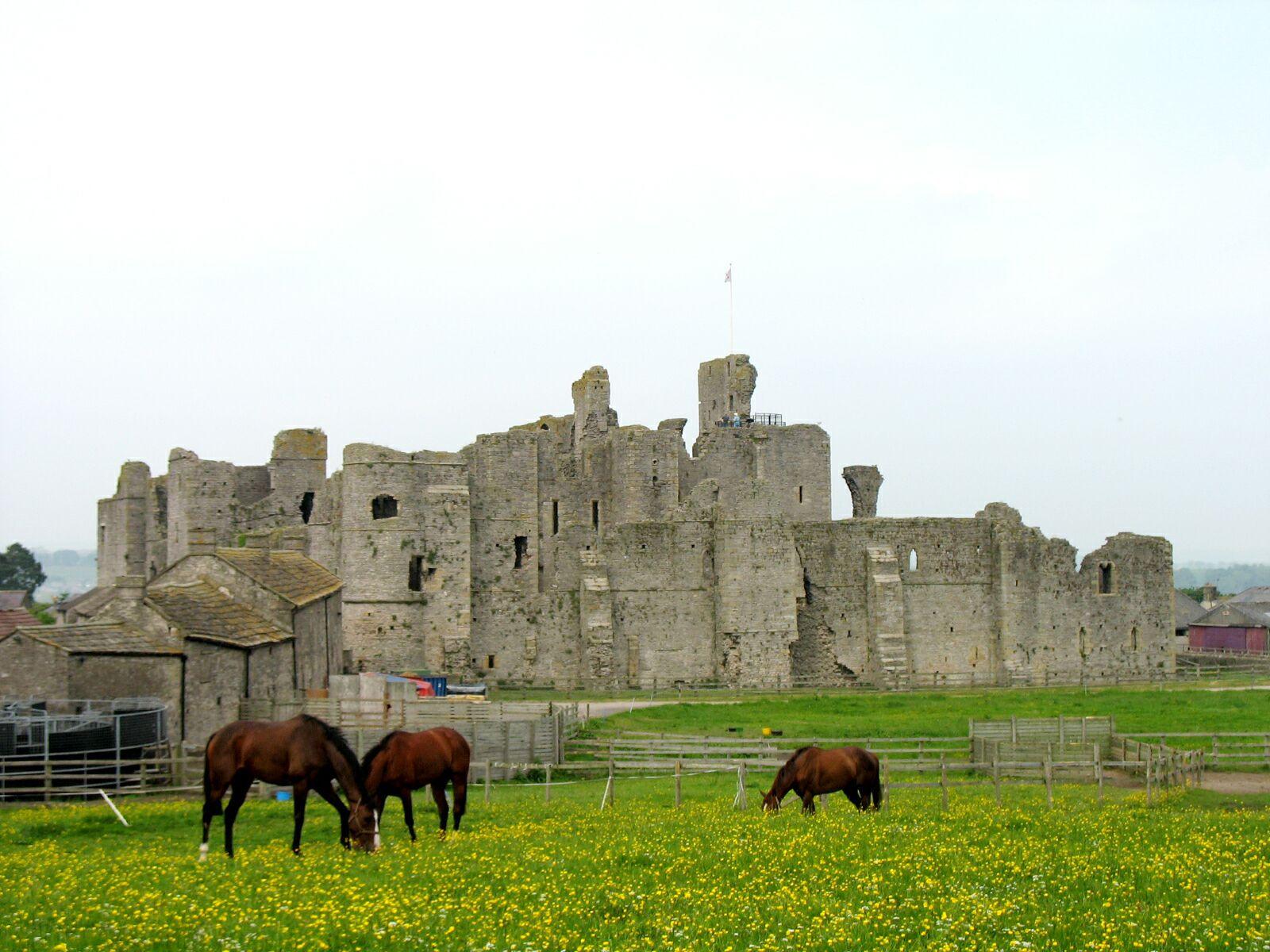
Castello di Middleham, in possesso della famiglia Neville dal 1270, residenza di Riccardo e Anna.

Il matrimonio di Anna e Riccardo di Gloucester (poi Riccardo III d'Inghilterra) ebbe luogo nel 1472, presumibilmente in primavera presso la cappella reale di St. Stephens al palazzo di Westminster. La coppia andò a vivere nel castello di Middleham, essendo stato Riccardo nominato Governatore del Nord per conto del re. Nel 1473 Richard ottenne dal re il permesso di prelevare dall'abbazia dove risiedeva ormai quasi prigioniera e accogliere nella propria casa la suocera Anna Beauchamp.
Con le nozze Anna Neville divenne duchessa di Gloucester e diede al marito un figlio:
- Edoardo di York (Middleham, 1473 - 1484).

### Regina d'Inghilterra
Il 9 aprile 1483 Edoardo IV morì. Riccardo venne nominato Lord Protettore per il nipote dodicenne Edoardo V d'Inghilterra. Tuttavia, il 22 giugno 1483, il piccolo Edoardo e i suoi fratelli vennero dichiarati illegittimi e Riccardo ascese al trono come re Riccardo III. Anne Neville fu incoronata insieme al marito il 6 luglio 1483 da Thomas Bourchier, arcivescovo di Canterbury, la prima coronazione congiunta dopo 175 anni. Lo strascico della regina era sorretto da Margaret Beaufort, Contessa di Richmond, il cui figlio sarebbe diventato Enrico VII Tudor dopo aver sconfitto Riccardo alla battaglia di Bosworth. Quasi tutti i nobili d'Inghilterra erano presenti a quella che dovette essere una cerimonia magnifica. Il figlio di Riccardo e Anna, Edoardo di Middleham, fu investito del titolo di Principe di Galles qualche mese più tardi, nella cattedrale di York, al termine del viaggio dei due nuovi sovrani attraverso il loro regno.

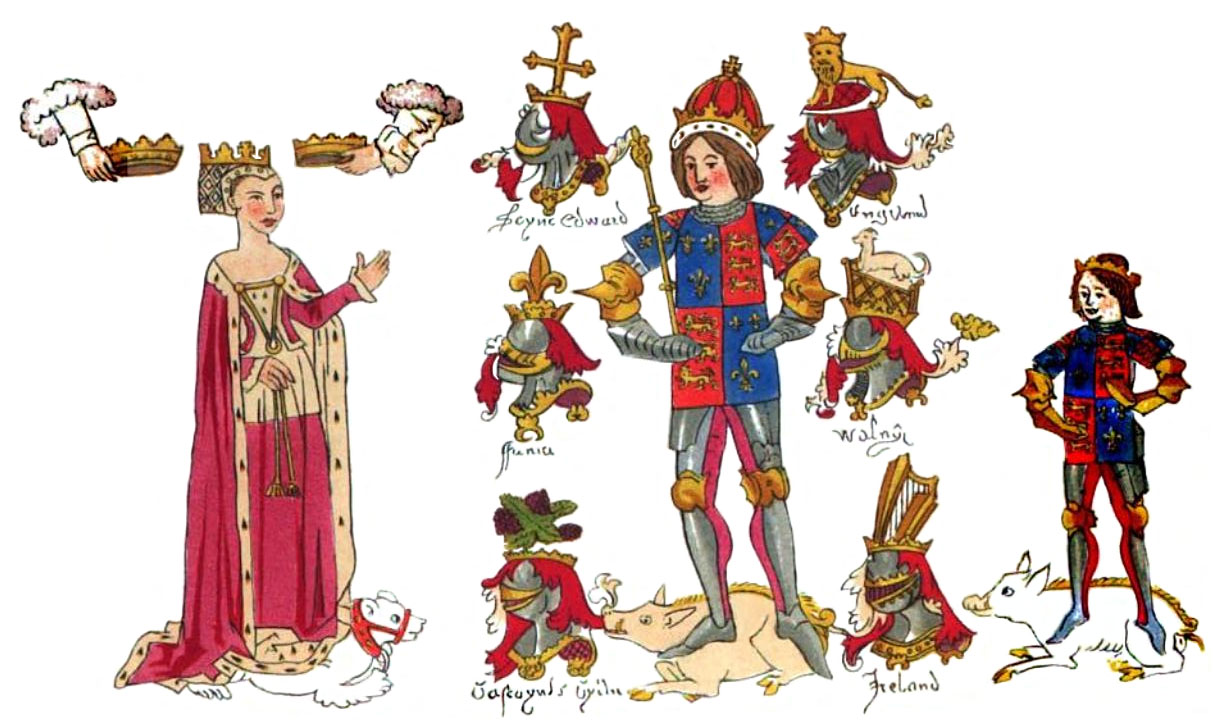
Illustrazione dell'epoca (Rous Roll) di Riccardo III, della sua regina Anna Neville, e del loro figlio Edoardo, il Principe di Galles.

Anna era in buoni rapporti con la suocera, Cecily Neville, Duchessa di York, con la quale discuteva di opere religiose, come quella scritta da Matilde di Hackeborn.
Il piccolo Edoardo principe di Galles morì improvvisamente nell'aprile del 1484, presso Sheriff Hutton, mentre i suoi genitori erano a Nottingham in procinto di fargli visita. Sia Riccardo che Anna furono devastati dal dolore per l'improvvisa perdita del loro unico figlio. L'afflizione di Anna in particolare fu tale che la portò probabilmente ad ammalarsi gravemente pochi mesi dopo.

### Morte

Vetrata con i ritratti di Riccardo III e di Anna Neville al Castello di Cardiff

Anna morì il 16 marzo 1485 di tubercolosi a Westminster. Il giorno della sua morte, ci fu un'eclissi, che fu da alcuni interpretata come un infausto presagio della caduta di Riccardo. Fu sepolta nell'Abbazia di Westminster, in una tomba anonima a destra dell'altare maggiore. Si diffusero voci secondo cui Riccardo l'avesse avvelenata per sposare sua nipote Elisabetta di York.
Riccardo allontanò Elisabetta dalla corte e contestò pubblicamente le voci. Il 30 marzo 1485, durante un'assemblea di Lord e maggiorenti della città di Londra, che aveva convocato all'Ospedale di St. John, rivolgendosi loro "con voce forte e chiara", il re "mostrò il suo dolore e dispiacere e disse che non gli era mai sfiorato il pensiero di sposarsi in tale maniera, che non era stato né desideroso né lieto della morte della sua regina, ma era addolorato e greve di cuore come qualsiasi altro uomo avrebbe potuto essere".
Non c'è ragione di credere che il dolore di Riccardo per la morte della moglie non fosse sincero. Documenti successivamente emersi dagli Archivi Reali portoghesi dimostrano che, dopo la morte di Anna, gli ambasciatori di Riccardo furono mandati a negoziare un doppio matrimonio tra Riccardo stesso e la sorella del re portoghese, Giovanna, e tra Elisabetta di York e il cugino di Giovanna, il duca Manuele (poi diventato re Manuele I di Portogallo).
Non ci fu alcun monumento funebre per la regina Anna fino al 1960, quando su un muro vicino alla sua tomba fu posta una lastra di bronzo con un'iscrizione in sua memoria a cura della Richard III Society. Il suo personaggio venne ripreso da William Shakespeare nel suo dramma Riccardo III.

## Ascendenza
|                                             |                                           |                                            | Genitori                                   |  |  | Nonni |  |  | Bisnonni                              |  |  | Trisnonni                                |  |
|                                             |                                           |                                            |                                            |  |  |       |  |  | Ralph Neville, I conte di Westmorland |  |  | John Neville, III barone Neville di Raby |  |
|                                             |                                           |                                            |                                            |  |  |       |  |  | Ralph Neville, I conte di Westmorland |  |  | John Neville, III barone Neville di Raby |  |
|                                             |                                           | Maud Percy                                 |                                            |  |  |       |  |  | Ralph Neville, I conte di Westmorland |  |  |                                          |  |
| Richard Neville, V conte di Salisbury       |                                           |                                            |                                            |  |  |       |  |  | Ralph Neville, I conte di Westmorland |  |  |                                          |  |
|                                             |                                           | Joan Beaufort, contessa di Westmorland     | Giovanni Plantageneto, I duca di Lancaster |  |  |       |  |  |                                       |  |  |                                          |  |
|                                             |                                           | Joan Beaufort, contessa di Westmorland     | Giovanni Plantageneto, I duca di Lancaster |  |  |       |  |  |                                       |  |  |                                          |  |
|                                             |                                           | Joan Beaufort, contessa di Westmorland     | Katherine Swynford                         |  |  |       |  |  |                                       |  |  |                                          |  |
| Richard Neville, XVI conte di Warwick       |                                           | Joan Beaufort, contessa di Westmorland     |                                            |  |  |       |  |  |                                       |  |  |                                          |  |
|                                             |                                           | Thomas Montacute, IV conte di Salisbury    | John Montacute, III conte di Salisbury     |  |  |       |  |  |                                       |  |  |                                          |  |
|                                             |                                           | Thomas Montacute, IV conte di Salisbury    | John Montacute, III conte di Salisbury     |  |  |       |  |  |                                       |  |  |                                          |  |
|                                             |                                           | Thomas Montacute, IV conte di Salisbury    | Maud Francis                               |  |  |       |  |  |                                       |  |  |                                          |  |
| Alice Montacute, V contessa di Salisbury    |                                           | Thomas Montacute, IV conte di Salisbury    |                                            |  |  |       |  |  |                                       |  |  |                                          |  |
|                                             |                                           | Eleanor Holland                            | Thomas Holland, II conte di Kent           |  |  |       |  |  |                                       |  |  |                                          |  |
|                                             |                                           | Eleanor Holland                            | Thomas Holland, II conte di Kent           |  |  |       |  |  |                                       |  |  |                                          |  |
|                                             |                                           | Eleanor Holland                            | Alice FitzAlan                             |  |  |       |  |  |                                       |  |  |                                          |  |
| Anna Neville                                |                                           | Eleanor Holland                            |                                            |  |  |       |  |  |                                       |  |  |                                          |  |
|                                             | Thomas de Beauchamp, XII conte di Warwick | Thomas de Beauchamp, XI conte di Warwick   |                                            |  |  |       |  |  |                                       |  |  |                                          |  |
|                                             | Thomas de Beauchamp, XII conte di Warwick | Thomas de Beauchamp, XI conte di Warwick   |                                            |  |  |       |  |  |                                       |  |  |                                          |  |
|                                             | Thomas de Beauchamp, XII conte di Warwick | Katherine Mortimer                         |                                            |  |  |       |  |  |                                       |  |  |                                          |  |
| Richard de Beauchamp, XIII conte di Warwick | Thomas de Beauchamp, XII conte di Warwick |                                            |                                            |  |  |       |  |  |                                       |  |  |                                          |  |
|                                             |                                           | Margaret Ferrers                           | William Ferrers, III Signore di Groby      |  |  |       |  |  |                                       |  |  |                                          |  |
|                                             |                                           | Margaret Ferrers                           | William Ferrers, III Signore di Groby      |  |  |       |  |  |                                       |  |  |                                          |  |
|                                             |                                           | Margaret Ferrers                           | Margaret d'Ufford                          |  |  |       |  |  |                                       |  |  |                                          |  |
| Anne de Beauchamp, XVI contessa di Warwick  |                                           | Margaret Ferrers                           |                                            |  |  |       |  |  |                                       |  |  |                                          |  |
|                                             |                                           | Thomas le Despenser, I conte di Gloucester | Edward le Despenser, I barone Despenser    |  |  |       |  |  |                                       |  |  |                                          |  |
|                                             |                                           | Thomas le Despenser, I conte di Gloucester | Edward le Despenser, I barone Despenser    |  |  |       |  |  |                                       |  |  |                                          |  |
|                                             |                                           | Thomas le Despenser, I conte di Gloucester | Elizabeth de Burghersh                     |  |  |       |  |  |                                       |  |  |                                          |  |
| Isabel le Despenser, contessa di Worcester  |                                           | Thomas le Despenser, I conte di Gloucester |                                            |  |  |       |  |  |                                       |  |  |                                          |  |
|                                             |                                           | Costanza di York                           | Edmondo Plantageneto, I duca di York       |  |  |       |  |  |                                       |  |  |                                          |  |
|                                             |                                           | Costanza di York                           | Edmondo Plantageneto, I duca di York       |  |  |       |  |  |                                       |  |  |                                          |  |
|                                             |                                           | Costanza di York                           | Isabella di Castiglia                      |  |  |       |  |  |                                       |  |  |                                          |  |
|                                             |                                           | Costanza di York                           |                                            |  |  |       |  |  |                                       |  |  |                                          |  |